# 363582 Folpotat
363582 Folpotat è un asteroide della fascia principale. Scoperto nel 2004, presenta un'orbita caratterizzata da un semiasse maggiore pari a 2,6361878 UA e da un'eccentricità di 0,2077413, inclinata di 5,15361° rispetto all'eclittica.